# Моррис, Джейн

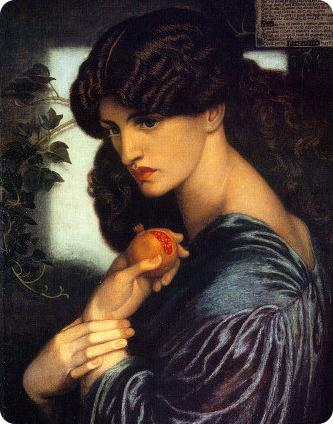
Данте Габриэль Россетти. Прозерпина (фрагмент). 1874

Джейн Моррис (англ. Jane Burden, 19 октября 1839, Оксфорд, Великобритания — 26 января 1914, Бат, там же) — натурщица, воплощение идеала красоты прерафаэлитов. Жена Уильяма Морриса, возлюбленная Данте Габриэля Россетти.

## Биография

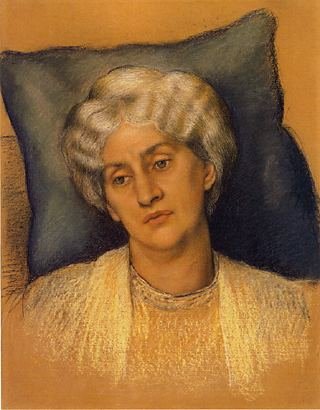
Эвелин де Морган. Портрет Джейн Моррис. 1904

Джейн Бёрден родилась в Оксфорде, где жили её родители Роберт Бёрден и Энн (в девичестве Майзи — англ. Ann Maizey). Отец работал конюхом, а мать была неграмотной и, скорее всего, приехала в Оксфорд, чтобы работать прислугой. О детстве Джейн известно очень мало, однако ясно, что оно прошло в бедности и лишениях.
В октябре 1857 года Джейн со своей сестрой Елизаветой пошли на выступление театра «Друри-Лейн», где Джейн заметили художники Данте Габриэль Россетти и Эдвард Бёрн-Джонс, которые входили в группу художников, писавших фрески в Оксфордском союзе по мотивам Артуровского цикла. Они были поражены её красотой и уговорили позировать. Сначала Джейн была моделью для королевы Гвиневры у Россетти, потом она позировала Моррису для картины «Прекрасная Изольда» (La Belle Iseult), который сделал ей предложение, и они поженились.
До замужества Джейн была крайне малообразованна, так как родители скорее всего предполагали для неё карьеру прислуги. После обручения Джейн Моррис начала брать частные уроки, выучила французский и итальянский языки, стала искусной пианисткой. Её манеры и речь настолько преобразились, что современники характеризовали её как «царственную» особу. Позже она вошла в высшее английское общество и, возможно, послужила прообразом Элизы Дулиттл из пьесы Бернарда Шоу «Пигмалион».
Генри Джеймс, впервые посетивший Моррисов в 1869 году, так писал о Джейн своей сестре:

О, моя дорогая, что это за женщина! Она прекрасна во всём. Представь себе высокую, худощавую женщину, в длинном платье из ткани цвета приглушённого пурпура, из натуральной материи до последнего шнурка, с копной вьющихся чёрных волос, ниспадающих крупными волнами по вискам, маленькое и бледное лицо, большие тёмные глаза, глубокие и совсем суинберновские, с густыми чёрными и изогнутыми бровями, рот как у «Орианы» в нашем иллюстрированном Теннисоне, высокая открытая шея в жемчугах, и в итоге — само совершенство.
Венчание Джейн и Уильяма Морриса состоялось 26 апреля 1859 года в оксфордской церкви Святого Михаила. Отец Джейн тогда работал конюхом в конюшне  по адресу Холиуэлл-стрит, 65 в Оксфорде.
Джейн и Уильям сначала жили в «Красном доме» (Бекслихит, Кент), где у них родились дочери Алиса (январь 1861) и Мэри (март 1862), затем в течение многих лет — в особняке Келмскотт-Мэнор (англ. Kelmscott Manor) на границе Оксфордшира и Уилтшира. Этот дом в настоящее время открыт для публики.
Джейн Бёрден умерла 26 января 1914 года в Бате, где жила в доме по адресу Брок-стрит, 5.

Джейн Бёрден на картинах Уильяма Морриса и Данте Габриэля Россетти
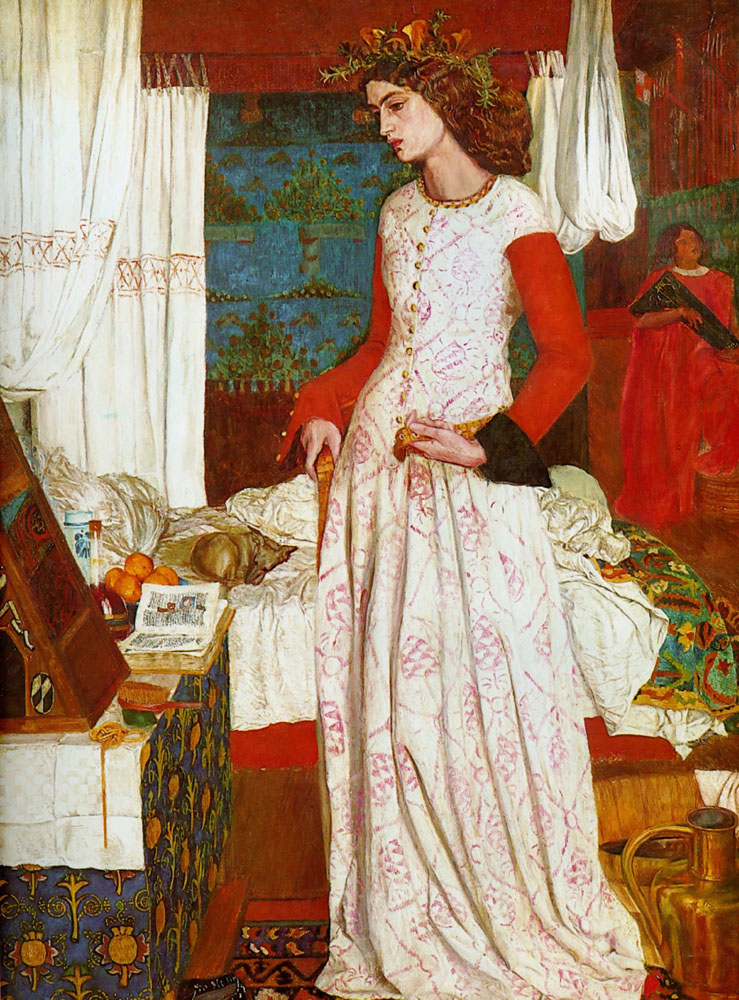
Уильям Моррис. Королева Гвиневра. 1858
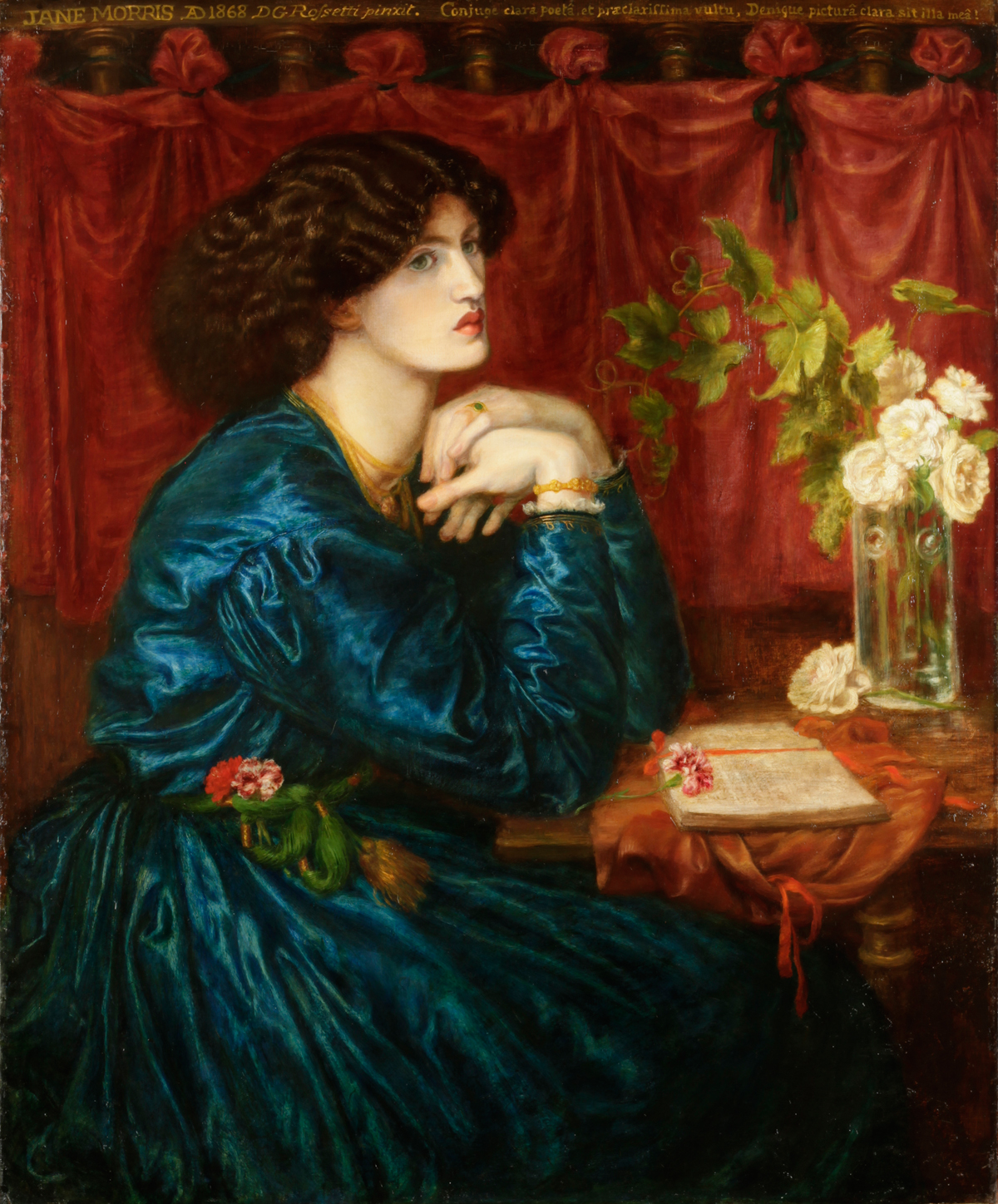
Данте Габриэль Россетти. Синее шёлковое платье. 1868
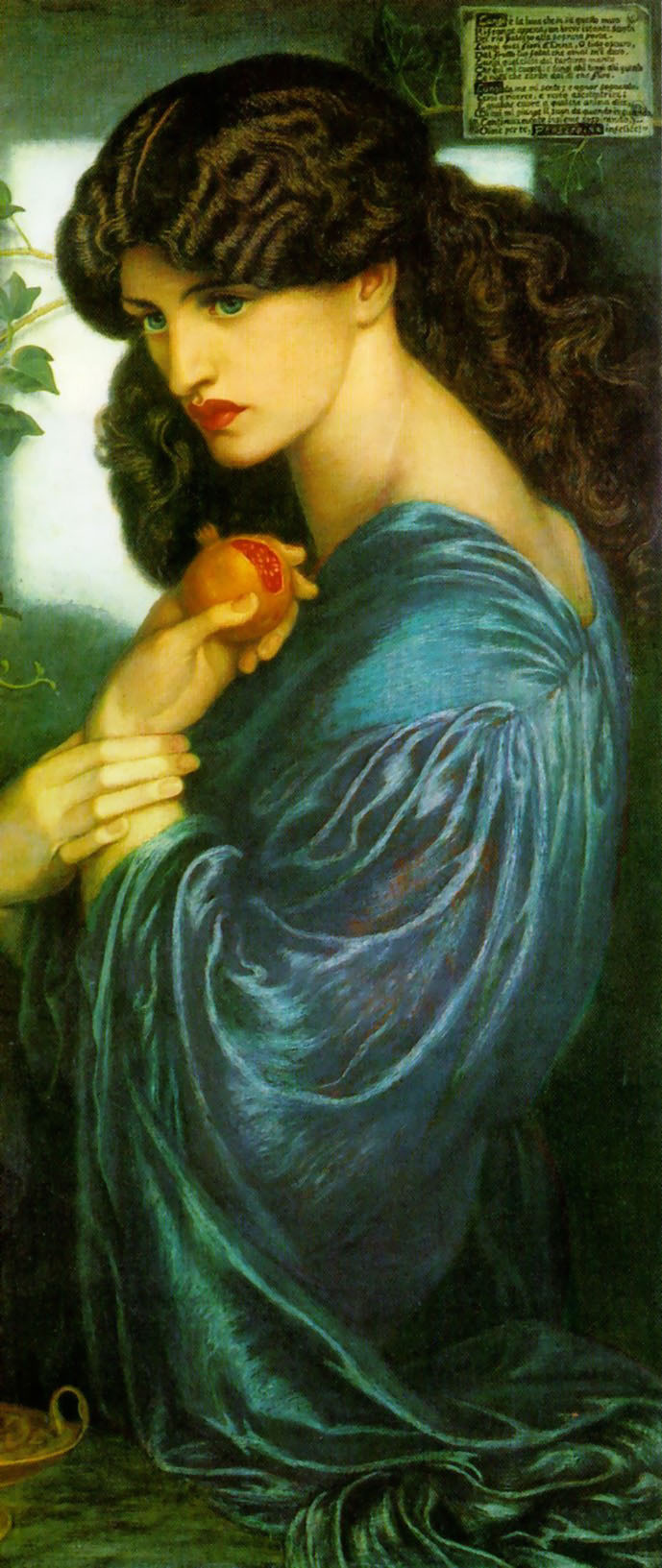
Данте Габриэль Россетти. Прозерпина. 1874
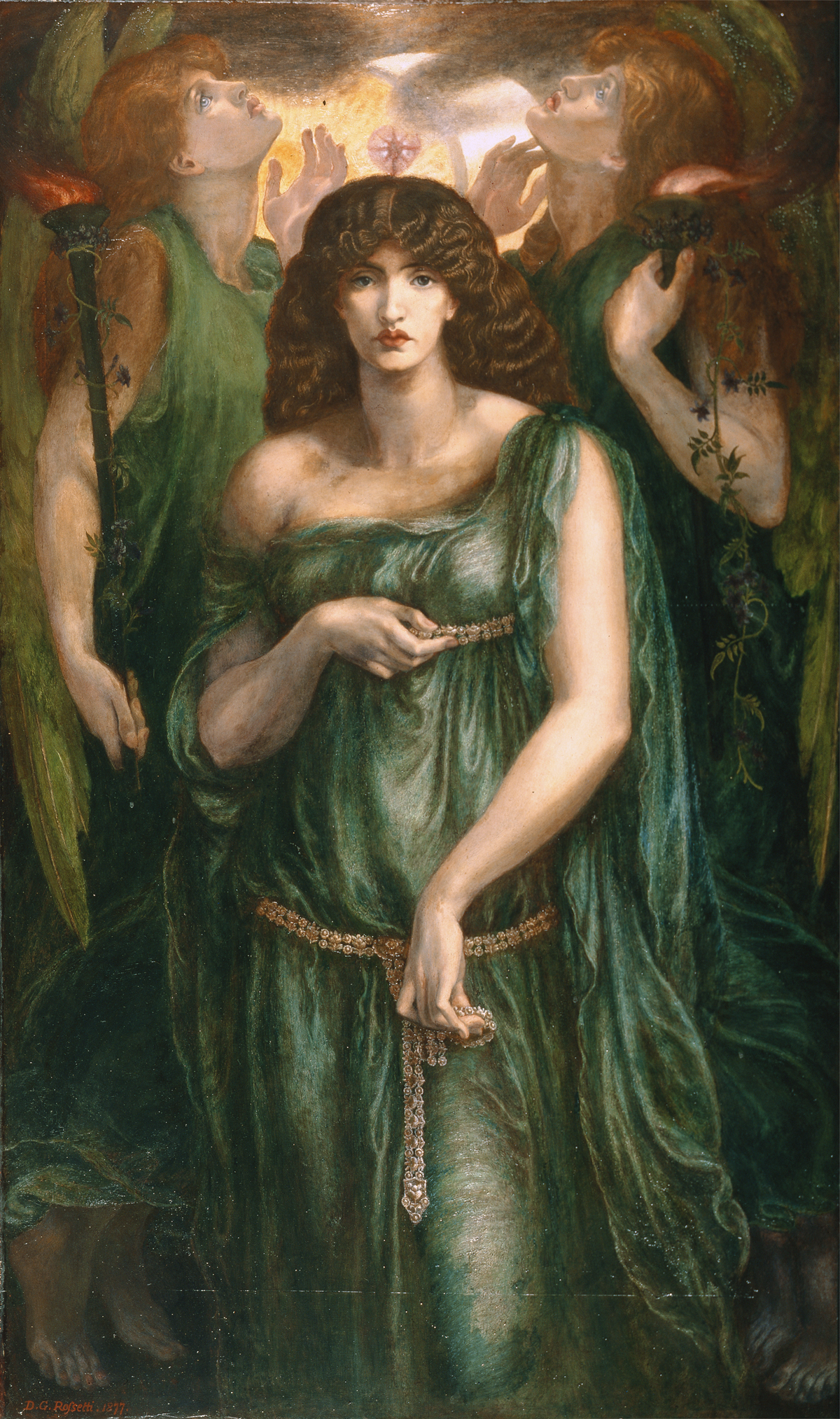
Данте Габриэль Россетти. Астарта Сирийская. 1877